# Aranka Hornjak-Mijić
Aranka Hornjak-Mijić (Sombor, 1966.) je rukometašica iz Sombora, autonomna pokrajina Vojvodina, Republika Srbija.Bivša je jugoslavenska rukometna reprezentativka.

## Obitelj i privatni živor
Hrvatskog je podrijetla. Sestrična je Željka Hornjaka, bivšeg jugoslavenskog rukometnog reprezentativca.
Nakon što je prestala igrati rukomet, posvetila se turizmu te preuredila 104 godine stari obiteljski salaš, u somborskoj okolici